# Patrick Hamilton (écrivain)
Pour les articles homonymes, voir Hamilton et Patrick Hamilton.
Patrick Hamilton est un dramaturge et un romancier britannique (17 mars 1904 - 23 septembre 1962).
Sa meilleure pièce, Gas Light (1938), adaptée au cinéma en Angleterre en 1940 sous le titre Hantise (Gaslight) produite à Broadway sous le titre de Angel Street (1942-44), puis adaptée de nouveau au cinéma à Hollywood sous le nom de Hantise (Gaslight).
Sa pièce Rope (1928), fera aussi l'objet d'une adaptation cinématographique par Alfred Hitchcock en 1948 : ce sera La Corde.

## Romans
- Hangover Square (1941)
  - (fr) Hangover Square, traduction de Marie-Odile Fortier-Masek et Henri Robillot, Préface de Robert Louit, Rivages, 2009,  (ISBN 2743619228)
- The Slaves of Solitude (1947)
- The West Pier (1952)
- Mr. Stimpson and Mr. Gorse (1953)
- Unknown Assailant (1955)

## Pièces de théâtre
- 1928 : Rope
- 1938 : Gas Light
- 1947 : Rue des anges de Patrick Hamilton, adaptation Louis Verneuil, mise en scène Raymond Rouleau, Théâtre de Paris[2]

## Pièces radiophoniques
- 1936 : Conversation in a Train, BBC Regional Programme. 2 juin 1936
- 1937 : Money with Menaces, BBC National Programme, 4 janvier 1937
- To the Public Danger, BBC National Programme
- 1941 : This is Impossible
- 1944 : The Duke in Darkness
- 1948 : The Governess